# 정주 전투
정주 전투(1950년 10월 29일 ~ 30일)는 6.25 전쟁 초 조선민주주의인민공화국의 대한민국 침공 이후 압록강을 향한 유엔군사령부(UN)의 공세 기간에 벌어졌다. 이 전투는 오스트레일리아 왕립 연대 제3대대(3 RAR) 소속의 오스트레일리아군과 조선인민군(KPA) 제17전차여단이 정주와 그 주변 지역을 장악하기 위해 싸운 전투이다. 오스트레일리아군은 진격선에 걸쳐 있는 울창한 숲이 우거진 능선에서 T-34 전차와 SU-76 자주포로 무장한 강력한 조선인민군 기갑 부대를 탐지한 후, 미국의 M4 셔먼 전차와 항공기 지원을 받아 일련의 중대 공격을 시작했다. 강력한 저항에도 불구하고 조선인민군은 철수할 수밖에 없었고, 오스트레일리아군은 3시간의 전투 끝에 목표를 점령했다.
그날 저녁, 조선인민군은 강력한 증원군을 확보하여 오스트레일리아군 남쪽 측면을 공격했고, 3 RAR D중대가 방어하던 전선을 부분적으로 돌파했다. 2시간의 전투 끝에 공격은 격퇴되었고, 조선인민군은 이후 북쪽 진지에 있던 3 RAR A중대에 맹렬한 공격을 가했지만, 막대한 손실을 입으며 이 또한 실패했다. 다음 날 오스트레일리아군은 정주를 내려다보는 고지로 진격하여 소규모 교전에서 많은 조선인민군을 사살하고 포로로 잡았다. 그날 오후에는 제27영연방여단의 잔여 병력이 저항 없이 마을을 점령했다. 전투 중 조선인민군의 피해는 컸고, 오스트레일리아군은 지휘관인 중령 찰스 그린이 전투 후 포병 사격으로 복부에 부상을 입고 이틀 후 사망하는 등 피해를 입었다.

## 배경

### 군사 상황
6.25 전쟁은 1950년 6월 25일 이른 아침, 조선민주주의인민공화국이 이웃인 대한민국을 기습 침공하면서 시작되었다. 수적으로 우세하고 장비가 더 잘 갖춰진 조선인민군은 38선을 넘어 남쪽으로 빠르게 진격하여 열세인 한국군을 쉽게 제압했다. 이에 대응하여 유엔(UN)은 남한을 위해 개입하기로 결정하고 회원국들에게 상황 복구를 위해 병력을 파견할 것을 요청했다. 그 결과, 미 지상군은 남한의 붕괴를 막기 위해 급히 배치되었지만, 이들 역시 병력이 부족하고 장비가 열악하여 8월 초까지 부산 교두보로 알려진 부산 주변의 포위망으로 조선인민군에 의해 밀려났다. 미국의 주요 동맹국인 영국, 캐나다, 오스트레일리아도 병력을 파견했지만, 초기에는 해군 병력에 국한되었고 미국에서는 대체로 상징적인 노력으로 간주되었다. 외교적 압력으로 영국은 7월에 보병 여단을 배치하기로 합의했으며, 위기가 악화되면서 나중에 두 번째 여단을 파견했다. 캐나다도 보병 여단을 제공하기로 합의했지만, 첫 번째 대대는 1950년 12월까지 도착하지 않았다. 총 21개 유엔 회원국이 최종적으로 병력을 기여했다.

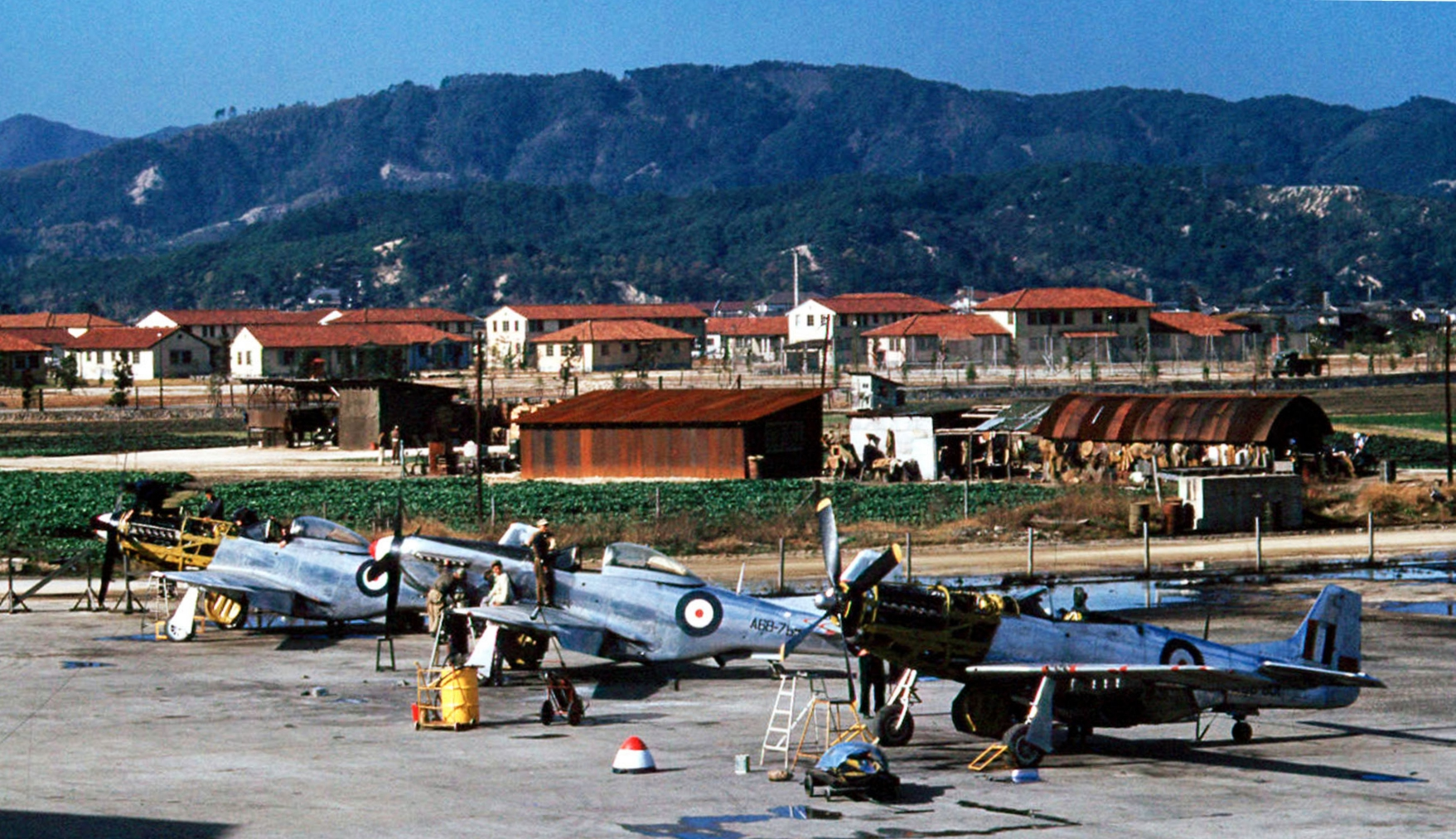
이와쿠니의 오스트레일리아 공군 제77대대 소속 P-51 머스탱 전투기, 1950년.

오스트레일리아는 전투에 부대를 투입한 최초의 국가 중 하나였으며, 처음에는 맥아더 장군이 이끄는 유엔군에서 작지만 때로는 중요한 역할을 했다. 영연방 점령군의 일부로 일본에 배치된 병력은 오스트레일리아군의 대응의 기초를 형성했으며, 오스트레일리아 공군 제77대대 소속의 P-51 머스탱 전투 폭격기가 7월 2일 첫 임무를 수행했고, 프리깃함 HMAS Shoalhaven과 구축함 HMAS Bataan도 해군 작전에 투입되었다. 이 기간 동안 전쟁 발발 이전에 오스트레일리아로 돌아갈 준비를 하던 오스트레일리아 왕립 연대 3대대(3 RAR)는 일본에 남아 있었지만, 7월 26일 오스트레일리아 정부는 준비 기간을 거쳐 병력이 부족하고 장비가 열악한 이 보병 대대를 전투에 투입할 것이라고 발표했다. 훈련과 재무장이 즉시 시작되었고, 수백 명의 증원군이 K부대의 일부로 오스트레일리아에서 급히 모집되어 곧 대대에 합류하기 시작했다. 대대 지휘관인 중령 플로이드 월시는 이후 찰스 그린 중령으로 교체되었다. 제2차 세계 대전 중 뉴기니에서 일본군과 싸운 광범위한 작전 경험을 가진 장교인 그린은 월시의 경험 부족으로 인해 월시의 지휘를 이어받았다.
1950년 9월 23일, 3 RAR은 한국으로 출항하여 9월 28일 부산에 집결했다. 거기서 이들은 영국 제27보병여단에 합류했는데, 이 여단은 8월 말 부산 교두보 주변의 상황이 악화되자 영국이 홍콩에서 급히 차출한 수비대였으며, 월턴 워커 중장 휘하의 미 제8군을 지원하기 위함이었다. 준장 바실 코아드가 지휘하는 이 여단은 제27영연방여단으로 개칭되었고, 아길 서덜랜드 하이랜더 연대 1대대(1 ASHR), 미들섹스 연대 1대대(1 MR) 및 3 RAR로 구성되었다. 병력이 부족한 영국군 두 개 대대는 각각 600명의 장병을 보유했으며, 여단은 수송 및 중장비가 부족했고, 자체 포병 지원이 없어 1951년 1월 뉴질랜드 왕립 포병 제16야전연대가 도착할 때까지 전적으로 미국군에 의존해야 했다. 따라서 거의 1,000명에 달하는 병력을 가진 3 RAR의 추가는 여단에 전술적 비중을 더했고, 오스트레일리아군이 미군 부대에 배속되는 대신 익숙한 조직 환경에서 작전할 수 있도록 편리하게 해주었다. 여단의 지휘 아래에는 90 야전포병대대 소속 155mm 곡사포, 89 전차대대 소속 M4 셔먼 전차, 72 전투공병대대 소속 중대 등 여러 미 육군 부대가 있었다.

## 서막

### 대치 병력

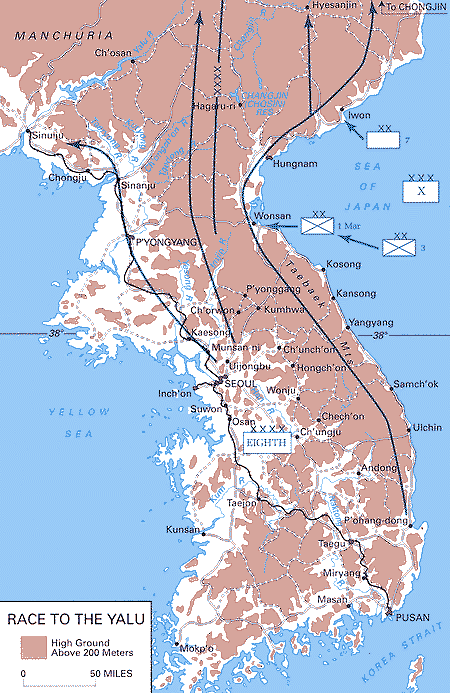
1950년 압록강을 향한 유엔군의 진격 지도.

3 RAR이 전역에 도착할 무렵, 조선인민군은 와해되어 빠르게 후퇴하고 있었으며, 맥아더의 병력은 인천 상륙 작전과 한반도 남단에서 부산 교두보 돌파를 성공적으로 수행했다. 꾸준한 진격이 시작되어 북한군을 북쪽으로 38선까지 몰아붙였다. 제27영연방여단은 10월 5일 대구에서 서울 북쪽 김포 비행장으로 공수되었지만, 차량은 도로를 통해 420 킬로미터 (260 mi)를 이동해야 했고 10월 9일까지 도착하지 않았다. 이후 이 여단은 호바트 R. 게이 소장의 지휘 아래 미 제1기병사단에 배속되었다. 10월 16일, 여단은 미 7기병연대의 뒤를 이어 북한으로 진격하는 유엔군의 선봉대가 되었으며, 그 축은 개성, 금천군, 흥수리를 거쳐 사리원으로, 그 다음 황주를 거쳐 북한 수도인 평양으로 향할 예정이었다. 조선인민군은 이전 몇 주 동안 막대한 피해를 입었음에도 불구하고 강력히 저항했으며, 정확한 지도의 부족과 도로의 좁음으로 인해 진격하는 유엔군의 신속한 이동이 어려웠다. 이 기간 동안 3 RAR은 미군 M4 셔먼 전차 소대와 포대를 직접 지원으로 배속받았다.
제27영연방여단은 이후 금천에서 70 킬로미터 (43 mi)를 이동하여, 아길 대대가 10월 17일 사리원을 점령하고 조선인민군 215명을 사살하고 많은 포로를 잡았으며, 자군 손실은 1명 전사, 3명 부상이었다. 여단은 이후 10월 21일 존 H. 처치 소장의 총 지휘 아래 미 제24보병사단의 지휘를 받게 되었고, 미 제1기병사단은 평양에 남아 평양 점령을 완료했다. 제27영연방여단은 이후 정주를 점령하라는 명령을 받았다. 그 결과, 여단은 거의 쉬지 않고 북쪽으로 계속 진격했으며, 10월 22일 오스트레일리아군은 영유에서 첫 번째 주요 전투를 치러 조선인민군 150명을 사살하고 239명을 포로로 잡았으며, 여단은 7명의 부상자를 냈다. 조선인민군을 격파하고 전쟁을 종식시킬 의도로, 유엔군은 중국 국경의 압록강을 향해 진격했다. 그러나 여단이 청천강을 건널 때도 저항에 부딪혔고, 이들은 이제 박천으로 향했다. 10월 24일, 맥아더는 압록강 남쪽의 병력 이동에 대한 모든 제한을 해제하고 유엔군의 마지막 진격 단계를 준비하며, 미 합동참모본부의 지시를 무시하고 북한을 지원하기 위한 중국의 개입 위험을 무릅썼다.
10월 25일 오후, 3 RAR의 한 소대가 대령강을 건너 서안을 정찰하던 중 조선인민군 두 개 중대의 사격을 받았고, 비록 이후 철수해야 했지만 오스트레일리아군은 10명의 포로를 데리고 왔다. 여단의 선봉 부대 역할을 하던 그린은 그날 저녁 두 개 중대를 강 건너로 보내 방어 진지를 구축했으며, 이들은 이후 조선인민군이 집결하는 과정에서 박격포로 진지에 대한 정면 공격을 저지했다. T-34 전차의 지원을 받는 조선인민군 60명이 다음 날 아침 일찍 구진에서 전방의 오스트레일리아군 중대를 공격하여 오스트레일리아군은 8명 전사, 22명 부상이라는 손실을 입었다. 그러나 조선인민군은 100명 이상 전사, 350명 포로 등 막대한 피해를 입었고, 오스트레일리아군은 이후 조선인민군이 철수하자 교두보 방어에 성공했다. 정보에 따르면 영국군과 오스트레일리아군은 20대의 전차를 보유한 조선인민군 17 전차여단과 대치하고 있었고, 이 여단은 70 킬로미터 (43 mi) 떨어진 정주에서 마지막 방어선을 준비하고 있었다. 조선인민군은 대령강에서의 이전 전투에서 막대한 피해를 입었지만, 코아드는 이제 더 신중한 전술을 채택하여 짧은 간격으로 진격하고 도중에 고지대를 확보했다. 10월 27일 미들섹스 대대는 진격을 계속하여 영성리 마을 근처 강 서쪽 언덕에서 치열한 전투를 벌였다. 전쟁이 거의 끝났다고 여겨지는 가운데 제27영연방여단은 다음 사흘 동안 정주를 향해 조선인민군을 계속 추격했지만, 만주 국경의 압록강에 접근하면서 진격은 전차와 자주포의 지원을 받는 조선인민군 보병의 강력한 저항에 점점 더 부딪혔다.

## 전투

### 정주 주변 전투, 1950년 10월 29일
3 RAR은 10월 29일 정주에서 6 킬로미터 (3.7 mi) 떨어진 곳에서 제27영연방여단의 선두 대대로 지휘를 맡았다. 10시, 미국 공군(USAF) LT-6G 모스키토 경정찰기가 정주 주변의 울창한 숲이 우거진 능선에 대대 규모의 병력 500~600명과 여러 대의 전차, 그리고 최소 2대의 자주포로 구성된 대규모 조선인민군 진지를 보고했다. 진격선에 걸쳐 있는 이 진지들은 견고하게 구축되었고, 위장되었으며, 참호화되어 있었고, 조선인민군은 도로 양쪽의 전방 경사면에 진지를 점유하고 있었다. 공습이 요청되었고 미 공군 F-80 슈팅스타 8회 출격이 능선의 조선인민군 진지에 로켓, 기관포 사격, 네이팜탄 공격을 가했다. 14시까지 조종사들은 T-34 전차 7대와 SU-76 자주포 2대를 파괴했으며, 조선인민군 병력에 많은 사상자를 냈다고 주장했다. 그러나 이러한 주장은 낙관적인 것으로 판명되었다. 몇 시간의 일광만 남은 상황에서 그린은 두 개 중대를 선두에 배치하여 대대 공격을 계획했다. 월터 브라운 소령의 지휘 아래 D 중대는 도로 왼쪽의 조선인민군 진지를 공격하라는 명령을 받았고, 윌리엄 칫츠 대위의 지휘 아래 A 중대는 오른쪽을 공격하기로 했다. 한편, 90 야전포병대대 소속 155mm 곡사포와 3 RAR 지원중대 소속 3인치 박격포의 준비 사격이 조선인민군 진지에 떨어지기 시작했다.
14시 30분, D 중대는 미 89 전차대대 D 중대 소속 셔먼 전차 두 개 소대의 지원을 받아 도로 남쪽 능선에 대한 공격을 시작했다. 한 전차 소대가 공격을 이끌었고, 그 뒤를 10 소대 D 중대 소속 보병을 태운 다른 전차 소대가 따랐다. 데이비드 마넷 중위의 지휘 아래 10 소대는 도로를 따라 우측면 공격을 감행했고, 11 소대와 12 소대는 논을 가로질러 능선을 정면으로 공격했다. 그러나 예상보다 강력한 저항에 부딪힌 공격자들은 맹렬한 포격을 받았고, 셔먼 전차 중 한 대는 포탑에 철갑탄을 맞아 격파되었다. 그러나 미군 전차가 보병에게 중요한 근접 지원을 제공하면서 10 소대는 성공적으로 목표를 확보하여 조선인민군을 측사에 노출시키고 공격에 화력 지원을 제공할 수 있었다. 그리하여 강력한 저항에도 불구하고 D 중대의 나머지 병력은 16시 30분까지 고지를 점령했다. 이전 공습이 효과가 없었기 때문에 D 중대는 여러 대의 T-34 전차와 SU-76 자주포의 저항을 받았지만, 이들 대부분은 공격 중에 셔먼 전차에 의해 파괴되었다. 또 다른 전차는 존 스태포드 일병의 브렌 경기관총의 근거리 직격 사격으로 격파되었는데, 이 사격으로 인해 장갑차의 보조 연료 탱크에 불이 붙어 탄약 폭발이 일어났다. 스태포드는 이후 그의 용감함으로 미군 은성훈장을 수여받았다.

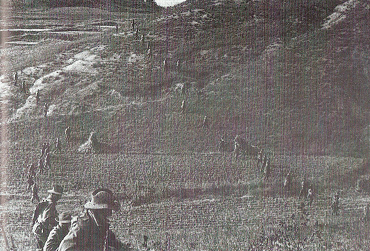
정주 공격에 나서는 3 RAR A중대.

A 중대는 황혼 직전 정주로 향하는 도로 북쪽의 능선을 공격했고, 이번에는 셔먼 전차의 지원 없이 공격했다. 오스트레일리아군은 다시 조선인민군의 맹렬한 사격을 받았지만, 재빨리 방어군을 제압하고 17시 30분까지 능선을 확보했다. 북쪽 진지를 점령하는 동안, 능선에 파고든 조선인민군 T-34 전차 3대가 오스트레일리아군에 의해 근거리에서 M20 3.5인치 바주카로 파괴되었는데, 이는 며칠 전 구진에서 사용에 어려움을 겪었음에도 불구하고 이제 효과적인 대전차 무기로 입증되었다. 그날 전투에서 총 11대의 T-34 전차와 2대의 SU-76 자주포가 오스트레일리아군 보병과 미군 전차에 의해 파괴되었으며, 이는 그날 초 미 공군 공습에 의해 파괴되었다는 보고와는 상반되었다. 반격을 예상한 그린은 B 중대에 A 중대와 D 중대가 점령한 진지 사이의 도로를 따라 진지를 점령하도록 명령했고, 대대 본부는 B 중대 뒤로 이동했으며, C 중대는 지원 중대와 함께 후방에 예비로 대기했다. 전방 중대에 대한 제한적인 재보급을 수행한 후, 오스트레일리아군은 급히 참호를 파기 시작했다.
조선인민군은 이후 상당한 증원군을 투입했고, 어두워진 직후 남쪽 측면의 D 중대를 공격했다. 포병, 박격포, 기관총의 준비 사격이 19시에 시작되었고, 이어서 대대 규모의 지상 공격이 개시되었다. 반격의 주력은 D 중대 10 소대에 집중되었고, 마넷은 조선인민군이 10 미터 (33 ft) 거리까지 접근할 때까지 소대의 사격을 억제한 후 교전하여 32명을 사살했다. 마넷은 이후 초기 공격과 능선 방어에서의 리더십으로 군사 십자훈장을 수여받았다. 그럼에도 불구하고 조선인민군은 오스트레일리아 진지의 일부를 점령하는 데 성공했고, 2시간의 치열한 전투 끝에 11 소대와 12 소대의 반격으로 마침내 격퇴되었다. 일부 조선인민군은 또한 방어선을 돌파하여 D 중대 뒤쪽으로 이동하여 3 RAR 본부에 사격을 가했다. D 중대와의 연락은 이후 끊겼고, 벤 오다우드 대위의 본부중대가 조선인민군을 철수시키고 심도 있는 진지를 확보한 후에야 다시 연결되었다. 21시 30분, 조선인민군 반격의 초점은 북쪽 측면으로 옮겨져 A 중대에 대한 강력한 공격을 시작했다. 그러나 이 노력 또한 실패했고, 칫츠가 지원중대 박격포와 미군 곡사포의 간접 사격을 전방 오스트레일리아 진지에서 10 미터 (33 ft) 이내로 요청하면서 격퇴되었다. 조선인민군은 마침내 22시 15분에 철수했지만, SU-76 자주포는 23시까지 오스트레일리아 진지에 산발적으로 사격했다.

### 마을 소탕, 1950년 10월 30일
다음 날 아침, 오스트레일리아군은 진지를 유지했고, 새벽에 3 RAR 방어 진지 내에서 150명 이상의 조선인민군 시체를 발견했다. 코아드는 이후 미들섹스 대대를 전방으로 불러 북쪽 측면을 확보하게 했고, 3 RAR은 탈촌강으로 전진하여 11시까지 정주를 내려다보는 언덕에 진지를 구축했다. 진격 중 오스트레일리아군은 여러 조선인민군 낙오병과 충돌하여 교전에서 12명을 사살하고 10명을 포로로 잡았다. 그러나 조직적인 저항은 분명히 중단되었으며, 전날 오스트레일리아군의 성공적인 공격과 이후 목표 방어는 현지 조선인민군을 격파했다. 북쪽에서는 미들섹스 대대가 강둑으로 전진했고, 오후에는 아길 대대가 셔먼 전차 두 개 소대와 함께 강을 건넜다. 한편, 공중 정찰은 정주 서쪽에 조선인민군 전차가 있음을 보고했다. 그럼에도 불구하고, 그날 오후 아길 대대는 추가 저항 없이 폐허가 된 불타는 마을로 진입하여 17시까지 확보했다. 여단은 이후 미 24 보병사단의 사단 예비로 이동했으며, 처치는 미 21 보병연대에 선두를 맡겨 영국군과 오스트레일리아군 보병에게 절실히 필요한 휴식을 제공하도록 명령했다. 21 보병연대의 전차와 보병은 이후 여단을 통과하여 이동했다.
제27영연방여단은 그날 저녁 조선인민군의 침투 위협으로 인해 엄격한 보안을 유지했다. 예비 병력으로 있을 때 추가 보호를 위해 3 RAR 본부는 탈촌강을 내려다보는 언덕의 역경사면에 위치했으며, 소총 중대는 서쪽 능선의 전방 경사면과 강둑으로 뻗어 있는 지류에 진지를 점유했다. 10월 30일 황혼 무렵 18시 10분경, 조선인민군 자주포나 전차에서 발사된 것으로 보이는 고속 포탄 6발이 이 지역을 강타했다. 5발은 전방 경사면에 떨어졌고, 6번째 포탄은 능선 정점을 넘어 나무에 맞은 후 C 중대 진지 후방에서 폭발했다. 잠 못 이룬 36시간 후 들것에 누워 있던 그린은 길을 잃은 포탄 파편에 복부에 중상을 입었다. 그는 안주의 야전외과병원(MASH)으로 후송되었지만, 이틀 후인 11월 1일 부상으로 사망했다. 포탄이 떨어진 지점 근처에 있던 다른 40명은 다치지 않았다. 인기 있고 존경받는 지휘관이었던 그린의 죽음은 오스트레일리아군에게 큰 슬픔을 안겨주었다. 한편, 코아드는 12시간 만에 50 킬로미터 (31 mi)를 행군한 후 정주에서의 여단 승리에 대해 게이로부터 축하를 받았다.

## 여파

### 사상자
정주 주변의 전투는 오스트레일리아군이 전쟁에 참전한 이후 가장 치열한 전투였다. 조선인민군 사상자는 전사 162명, 포로 10명이었고, 오스트레일리아군 사상자는 그린을 포함하여 전사 9명, 부상 30명이었다. 오스트레일리아 왕립 연대는 이후 "정주" 전투 명예를 수여받았다. 마을 점령 후 미 21 보병연대는 서쪽 선천으로 향하는 도로를 따라 빠르게 이동했다. 빠르게 돌아선 강력한 조선인민군 진지 한 곳만 마주쳤으며, 11월 1일 정오까지 선두 대대는 압록강에서 불과 30 킬로미터 (19 mi) 떨어진 청교동에 도달하여 또 다른 조선인민군 기갑 부대와 충돌했다. 한편 북쪽에서는 24 사단 소속 미 5 보병연대와 9 보병연대가 태천과 구성을 확보한 후 만주 국경에서 40 킬로미터 (25 mi) 이내까지 진격했다.

### 이후 작전
10월 마지막 몇 주 동안 중국은 펑더화이 원수의 총 지휘 아래 중국인민지원군 18개 사단을 압록강을 건너 남은 조선인민군을 지원하기 위해 이동시켰다. 미국 및 한국 정보기관에 탐지되지 않은 채 제13군단 (중국인민지원군)은 10월 16일 국경을 넘어 북한으로 최대 100 킬로미터 (62 mi)까지 침투했으며, 11월 초에는 제9군단 (중국인민지원군)의 12개 사단으로 증원되었다. 총 30개 사단 380,000명이었다. 중국군은 이후 광범위하게 분산되어 있던 맥아더의 병력을 매복 공격하여 온정리에서 한국군 2군단을 괴멸시키고 운산에서 미 8 기병연대를 포위하고 압도했다. 궁극적으로 정주는 제27영연방여단이 가장 북쪽으로 침투한 지점이었다. 당시 미 제8군 사령부의 참관인이었던 월시는 그린의 사망 후 3 RAR 지휘를 재개하도록 긴급 배치되었지만, 6일 후인 11월 5일 박천 전투 이후 코아드에 의해 해임되었다. 이 전투에서 대대는 중국인민지원군 200명을 사살했음에도 불구하고 12명 전사, 64명 부상이라는 큰 손실을 입었다. 대대 부지휘관인 소령 브루스 퍼거슨이 이후 지휘를 맡았다. 상당한 사상자를 낸 중국인민지원군의 공세는 다음 날 물류 문제로 중단되었다.

## 내용주
각주
1. ↑  조선인민군 사망자 중에는 17 전차여단 정찰대대장 김인식 중령이 있었는데, 그는 여러 표시된 지도와 문서를 소지하고 있었다. 참조 O'Neill 1985, 44쪽.
2. ↑  무공훈장(DSO)과 미군 은성훈장을 수여받은 그린은 최종적으로 281명의 다른 오스트레일리아군 사상자와 함께 부산의 재한유엔기념공원에 안장되었다. 참조 Barter 1996, 313–314쪽.

인용
1. ↑  MacDonald 1986, 30쪽.
2. ↑  Dennis et al 2008, 300–302쪽.
3. ↑  MacDonald 1986, 39쪽.
4. ↑  MacDonald 1986, 39–40쪽.
5. ↑  Johnston 2003, 55쪽.
6. ↑  O'Neill 1985, 706쪽.
7. 1 2  Dennis et al 2008, 302쪽.
8. ↑  O'Dowd 2000, 3쪽.
9. 1 2  Breen 1992, 8쪽.
10. ↑  Horner 2008, 57쪽.
11. ↑  Farrar-Hockley 1990, 239쪽.
12. ↑  Horner 2008, 58쪽.
13. ↑  Horner 2008, 58–61쪽.
14. ↑  Coulthard-Clark 2001, 257쪽.
15. ↑  Gallaway 1999, 67쪽.
16. ↑  Farrar-Hockley 1990, 248쪽.
17. ↑  Coulthard-Clark 2001, 258쪽.
18. 1 2 3 4 5  Coulthard-Clark 2001, 259쪽.
19. 1 2 3  Horner 2008, 62쪽.
20. ↑  O'Neill 1985, 44–46쪽.
21. ↑  Farrar-Hockley 1990, 256–257쪽.
22. 1 2 3  Odgers 2009, 48쪽.
23. 1 2  O'Dowd 2000, 14쪽.
24. ↑  Gallaway 1999, 91–92쪽.
25. ↑  Farrar-Hockley 1990, 258쪽.
26. 1 2  O'Neill 1985, 48쪽.
27. 1 2  Gallaway 1999, 92쪽.
28. 1 2  O'Neill 1985, 49쪽.
29. ↑  “Chongju – 29 October 1950”. 《Out in the Cold: Australia's Involvement in the Korean War》. Australian War Memorial. 2009. 2009년 7월 4일에 원본 문서에서 보존된 문서. 2009년 8월 18일에 확인함.
30. ↑  “No. 39265”. 《런던 가제트》 (Supplement). 1951년 6월 19일. 3411쪽.
31. 1 2 3 4 5  Coulthard-Clark 2001, 260쪽.
32. 1 2  Gallaway 1999, 94쪽.
33. ↑  “No. 39205”. 《런던 가제트》. 1951년 4월 17일. 2186쪽.
34. 1 2 3 4  Horner 2008, 63쪽.
35. 1 2 3  Farrar-Hockley 1990, 260쪽.
36. ↑  Bartlett 1960, 35쪽.
37. 1 2  Farrar-Hockley 1990, 261쪽.
38. ↑  Gallaway 1999, 96–97쪽.
39. ↑  Barter 1996, 313–314쪽
40. ↑  O'Neill 1985, 51쪽.
41. ↑  Horner 1990, 438–439쪽.
42. ↑  O'Neill 1985, 50쪽.
43. ↑  O'Neill 1985, 55–56쪽.
44. ↑  Chinese Military Science Academy 2000, 90쪽.
45. ↑  Fehrenbach 2000, 196쪽.
46. ↑  Breen 1992, 9쪽.
47. ↑  Roe 2000, 176쪽.

## 참고 자료
- Barter, Margaret (1996). 〈Green, Charles Hercules (1919–1950)〉. 《Australian Dictionary of Biography》 14. Melbourne: Melbourne University Press. 313–314쪽. ISBN 0-522-84717-X.
- Bartlett, Norman, 편집. (1960). 《With the Australians in Korea》 Thi판. Canberra, Australian Capital Territory: Australian War Memorial. OCLC 488462542.
- Breen, Bob (1992). 《The Battle of Kapyong: 3rd Battalion, the Royal Australian Regiment, Korea 23–24 April 1951》. Georges Heights, New South Wales: Headquarters Training Command. ISBN 0-642-18222-1.
- Chinese Military Science Academy (2000). 《History of War to Resist America and Aid Korea (抗美援朝战争史)》 (중국어) II. Beijing: Chinese Military Science Academy Publishing House. ISBN 7-80137-390-1.
- Coulthard-Clark, Chris (2001). 《The Encyclopaedia of Australia's Battles》 Seco판. St Leonards, New South Wales: Allen & Unwin. ISBN 1-86508-634-7.
- Dennis, Peter; Grey, Jeffrey; Morris, Ewan; Prior, Robin; Bou, Jean (2008). 《The Oxford Companion to Australian Military History》 Seco판. Melbourne, Victoria: Oxford University Press. ISBN 978-0-19-551784-2.
- Farrar-Hockley, Anthony (1990). 《The British Part in the Korean War: A Distant Obligation》 I. London, England: HMSO. ISBN 0-11-630953-9.
- Fehrenbach, Theodore (2000) [1963]. 《This Kind of War: The Classic Korean War History》 50 Anniversary판. Washington, D.C.: Brassey's. ISBN 1-57488-259-7.
- Gallaway, Jack (1999). 《The Last Call of the Bugle: The Long Road to Kapyong》 Seco판. St Lucia, Queensland: University of Queensland Press. ISBN 0-7022-3106-1.
- Horner, David, 편집. (1990). 《Duty First: The Royal Australian Regiment in War and Peace》 Fir판. North Sydney, New South Wales: Allen & Unwin. ISBN 0-04-442227-X.
- Horner, David, 편집. (2008). 《Duty First: A History of the Royal Australian Regiment》 Seco판. Crows Nest, New South Wales: Allen & Unwin. ISBN 978-1-74175-374-5.
- Johnston, William (2003). 《A War of Patrols: Canadian Army Operations in Korea》. Vancouver, British Columbia: UBC Press. ISBN 0-7748-1008-4.
- Kuring, Ian (2004). 《Redcoats to Cams: A History of Australian Infantry 1788–2001》. Loftus, New South Wales: Australian Military Historical Publications. ISBN 1-876439-99-8.
- MacDonald, Callum A. (1986). 《Korea: The War Before Vietnam》. New York City, New York: Free Press. ISBN 0-02-919621-3.
- Odgers, George (2009). 《Remembering Korea: Australians in the War of 1950–53》. Chatswood, New South Wales: New Holland Publishers (Australia). ISBN 978-1-74110-807-1.
- O'Dowd, Ben (2000). 《In Valiant Company: Diggers in Battle – Korea, 1950–51》. St Lucia, Queensland: University of Queensland Press. ISBN 0-7022-3146-0.
- O'Neill, Robert (1985). 《Australia in the Korean War 1950–53. Combat Operations》 II. Canberra, Australian Capital Territory: Australian War Memorial. ISBN 0-642-04330-2.
- Roe, Patrick C. (2000). 《The Dragon Strikes》. Novato, California: Presidio. ISBN 0-89141-703-6.

## 더 읽어보기
- Forbes, Cameron (2010). 《The Korean War: Australia in the Giants' Playground》. Sydney, New South Wales: Macmillan. ISBN 978-1-405040-01-3.
- Pears, Maurie (2007). 《Battlefield Korea: The Korean Battle Honours of the Royal Australian Regiment, 1950–1953》. Loftus, New South Wales: Australian Military History Publications. ISBN 9780980379600.